# Harry Visser

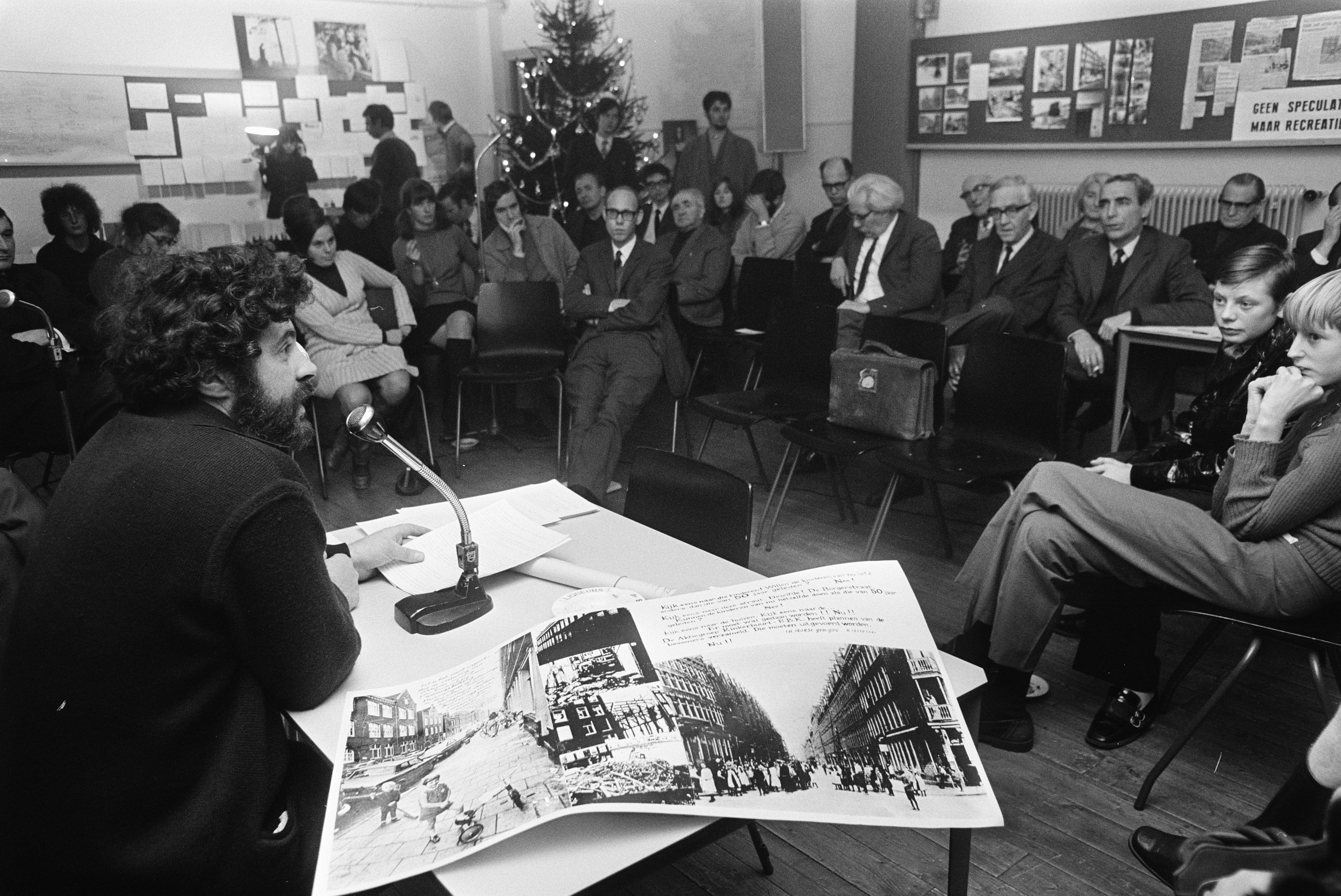
Harry Visser achter de microfoon (1969)

Harry Visser (Amsterdam, 25 mei 1929- Amsterdam, 23 april 2020) was een Nederlands kunstenaar. Hij was zoon van Sara de Rooij en coupeur en bontwerker Abraham Barend Visser. Hijzelf was getrouwd met Clara de Jong (1928-2005). Zijn archiefkaart meldt dat hij ook enige tijd reclametekenaar was.
Als kind in een Joods gezin moest hij tijdens de Tweede Wereldoorlog onderduiken. Hij en de rest van de familie doken verspreid over Nederland onder, hetgeen diepe sporen achterliet binnen de familie. Na die oorlog ging Harry Visser op “ontdekkingsreis” met een schetsboek onder zijn arm. Eenmaal terug studeerde hij aan Instituut voor Kunstnijverheidsonderwijs (IvIKNO). Hier leerde hij onder andere zijn echtgenote kennen. Vanaf 1954 studeerde hij nog enige tijd aan de Rijksakademie van beeldende kunsten.
Vanaf de vroege jaren zestig exposeerde Harry Visser in tientallen gelegenheden, met name in Amsterdam, maar ook elders in het land, veelal in galeries en/of kunstzalen. Voor zijn aquarellen ontving hij in 1990 de Jeanne Oosting Prijs.
Die Tweede Wereldoorlog en Holocaust inspireerden Harry Visser regelmatig tot werk. Zo schilderde hij in 1983 op het schoolgebouw Niersstraat 41-43 Dagboekfragment uit Het Achterhuis.
Harry Visser was naast kunstenaar jarenlang betrokken bij kunstregelingen en –instanties:
- 1969-1971: centrale commissie Beeldende Kunstenaars Regeling BKR
- 1971-1973: voorzitter van de Beroepsvereniging van Beeldende Kunstenaars BBK
- 1974-1978; adviescommissie beeldende kunst Amsterdam
- 1975-1978: Amsterdamse Kunstraad
- 1978-1982: adviseur kunst bij Stadsvernieuwing Rivierenbuurt
- 1982-1985: Commissie BKR Amsterdam.

- International Standard Name Identifier: 0000 0003 8783 0658
- Nederlandse Thesaurus van Auteursnamen: 301814325
- RKD-Nederlands Instituut voor Kunstgeschiedenis: 81293
- Virtual International Authority File: 280892984